# Gymnocarpium fedtschenkoanum
Gymnocarpium fedtschenkoanum là một loài dương xỉ trong họ Cystopteridaceae. Loài này được Pojark. mô tả khoa học đầu tiên..
Danh pháp khoa học của loài này chưa được làm sáng tỏ. 